# راسم المدهون
راسم المدهون شاعر وكاتب فلسطيني (من مواليد عام 1948- ) في المجدل - فلسطين. هُجر مع عائلته عام 1948 إلى قطاع غزة وعاش في مدينة خان يونس. تعلم في مدارس قطاع غزة وعاش بعد حرب 1967 في القاهرة والإسكندرية، وعمل في الصحف والمجلات الفلسطينية مثل "فلسطين الثورة" و"الحرية" و"البلاد" و"الأفق". كتب بشكل متواصل في جريدة "الحياة" الدولية بين عام 1988 و2017. يعيش حالياً في مدينة درعا جنوب سوريا.
نشر قصائده في "الكرمل" و"نزوى" العمانية وغيرها.

## شعره
صدرت له 6 مجموعات شعرية هي:
- عصافير من الورد - دار الجليل - دمشق 1983.
- دفتر البحر - دار الحوار - اللاذقية 1985.
- ما لم تقله الذاكرة - دار العودة - بيروت 1989.
- حيث الظهيرة في برجها - دار المدى - دمشق وبغداد وبيروت 2002.
- أغنية للذبول - دار المتوسط - ميلانو - ايطاليا 2018.
- نامي لأحلم - دار مكتبة كل شيء - حيفا.